# 대한민국 민법 제292조
대한민국 민법 제292조는 지역권의 부종성에 대한 민법 물권법 조문이다.

## 조문
제292조(부종성) ① 지역권은 요역지소유권에 부종하여 이전하며 또는 요역지에 대한 소유권이외의 권리의 목적이 된다. 그러나 다른 약정이 있는 때에는 그 약정에 의한다.
②지역권은 요역지와 분리하여 양도하거나 다른 권리의 목적으로 하지 못한다.

第292條(附從性) ① 地役權은 要役地所有權에 附從하여 移轉하며 또는 要役地에 對한 所有權以外의 權利의 目的이 된다. 그러나 다른 約定이 있는 때에는 그 約定에 依한다.
②地役權은 要役地와 分離하여 讓渡하거나 다른 權利의 目的으로 하지 못한다.

## 참고 문헌
- 오현수, 일본민법, 진원사, 2014. ISBN 978-89-6346-345-2
- 오세경, 대법전, 법전출판사, 2014 ISBN 978-89-262-1027-7
- 이준현 , LOGOS 민법 조문판례집, 미래가치, 2015. ISBN 979-1-155-02086-9

## 같이 보기
- 용익물권
- 지역권